# Église Saint-Germain de Gagny
L'église Saint-Germain est une église française située dans le centre historique de Gagny, en Seine-Saint-Denis (auparavant dans l'ancien département de Seine-et-Oise). Elle est affectée au culte catholique et dépend du diocèse de Saint-Denis. Elle est dédiée à saint Germain.

## Histoire
L'ancienne église paroissiale de Gagny datait du XIe siècle. Marie de Rohan, duchesse de Chevreuse, y fut enterrée en 1679. L'église fut endommagée par l'orage du 13 juillet 1788, puis démolie en 1838. C'est à cette époque que les nombreuses dalles funéraires disparaissent. Celle de la duchesse est toutefois retrouvée en 1880 et désormais exposée au château de Dampierre.
Le bâtiment est reconstruit l'année suivante et béni par Mgr Blanquart de Bailleul, évêque de Versailles.

## Situation

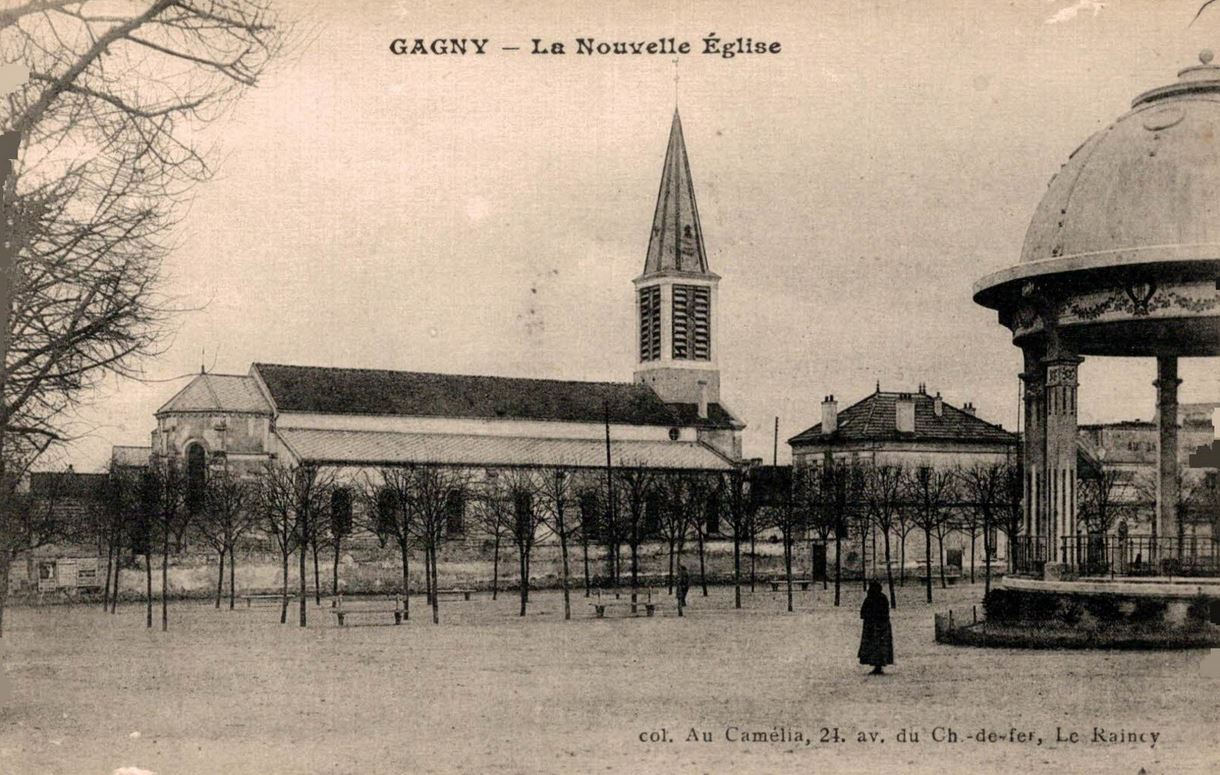
Église Saint-Germain, le kiosque à musique

Le bâtiment se trouve au centre d'un quadrilatère délimité par la place Foch, l'avenue Fournier et la rue du Général-Leclerc. À cet endroit se trouvait un parc agrémenté d'un kiosque à musique, aujourd'hui détruit.
Le plan cadastral de 1819 indique les limites de l'ancienne église, de 30 mètres de longueur pour une dizaine de mètres de largeur. Le cimetière, devant la façade, s’étendait vers le nord.
Lors de fouilles archéologiques entreprises en 2015, on retrouva à cet emplacement des structures datant de l'époque carolingienne ainsi que des traces d'inhumations.

## Architecture

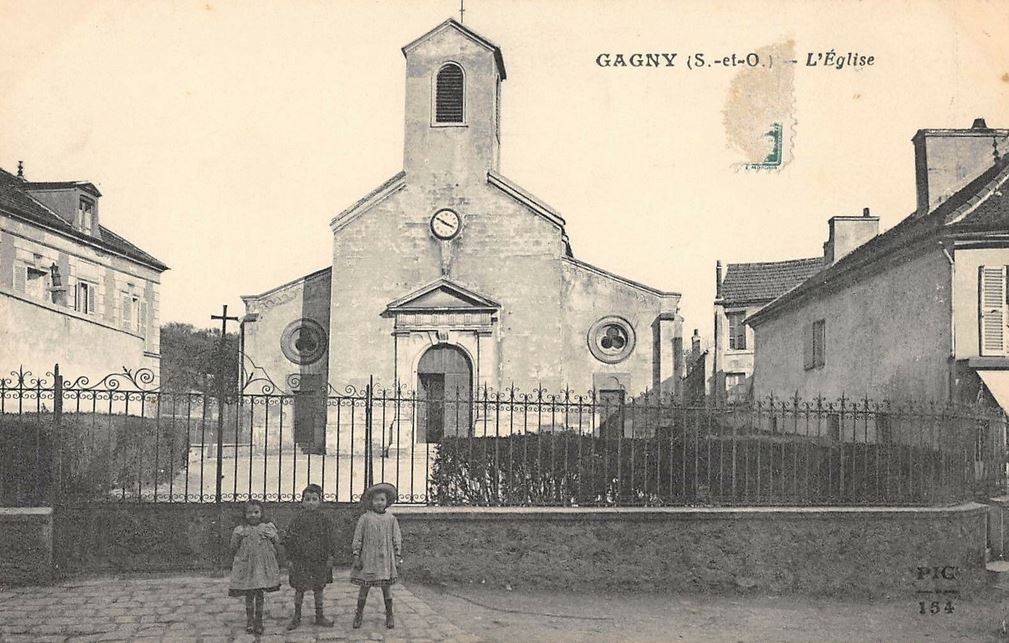
Carte postale représentant l'église Saint-Germain de Gagny. Le clocher n'est pas encore construit.

C'est un bâtiment construit en croix latine, orienté nord-est.
Le clocher, construit en 1926, est protégé par une toiture d'ardoises.
L’église a fait l’objet d’importants travaux de peinture intérieure au cours de l’été 1995. En 2015, à la suite de l’ouverture de la rue Jacques Chaban-Delmas, la municipalité entreprend une réfection complète.
L'église est ornée d'une fresque de Maurice Denis, intitulée La Bataille de la Marne, datant de 1920.

## Paroisse
Cette église est une des stations du pèlerinage de Notre-Dame-des-Anges.